# Автомагістраль A4 (Нідерланди)
Автомагістраль A4, також відома як Рейксвег 4, — це автомагістраль у Нідерландах, що пролягає на південь від Амстердама до бельгійського кордону поблизу Зандвліта, на північ від міста Антверпен. Довдина складає 119 км і розділена на дві частини; перша і довша ділянка пролягає від Амстердама до A15 біля міста Роттердам, тоді як друга ділянка починається біля Хайнінгена, де зустрічаються A29 і A4, прямуючи до бельгійського кордону.
Між A29 біля села Класвал (на південь від Роттердама) та розв’язкою Sabina (де A4-A29 зустрічається з A59) маршрут має номер A29. Три європейські маршрути проходять одночасно з цим шосе в певний момент: E19, E30 та E312.
Немає затверджених планів щодо відсутньої ланки між Пернісом (на південь від Шідама та на захід від Роттердама) та A29 поблизу Klaaswaal, хоча було придбано смугу відведення для майбутньої розв’язки A29 з A4.

## Опис маршруту

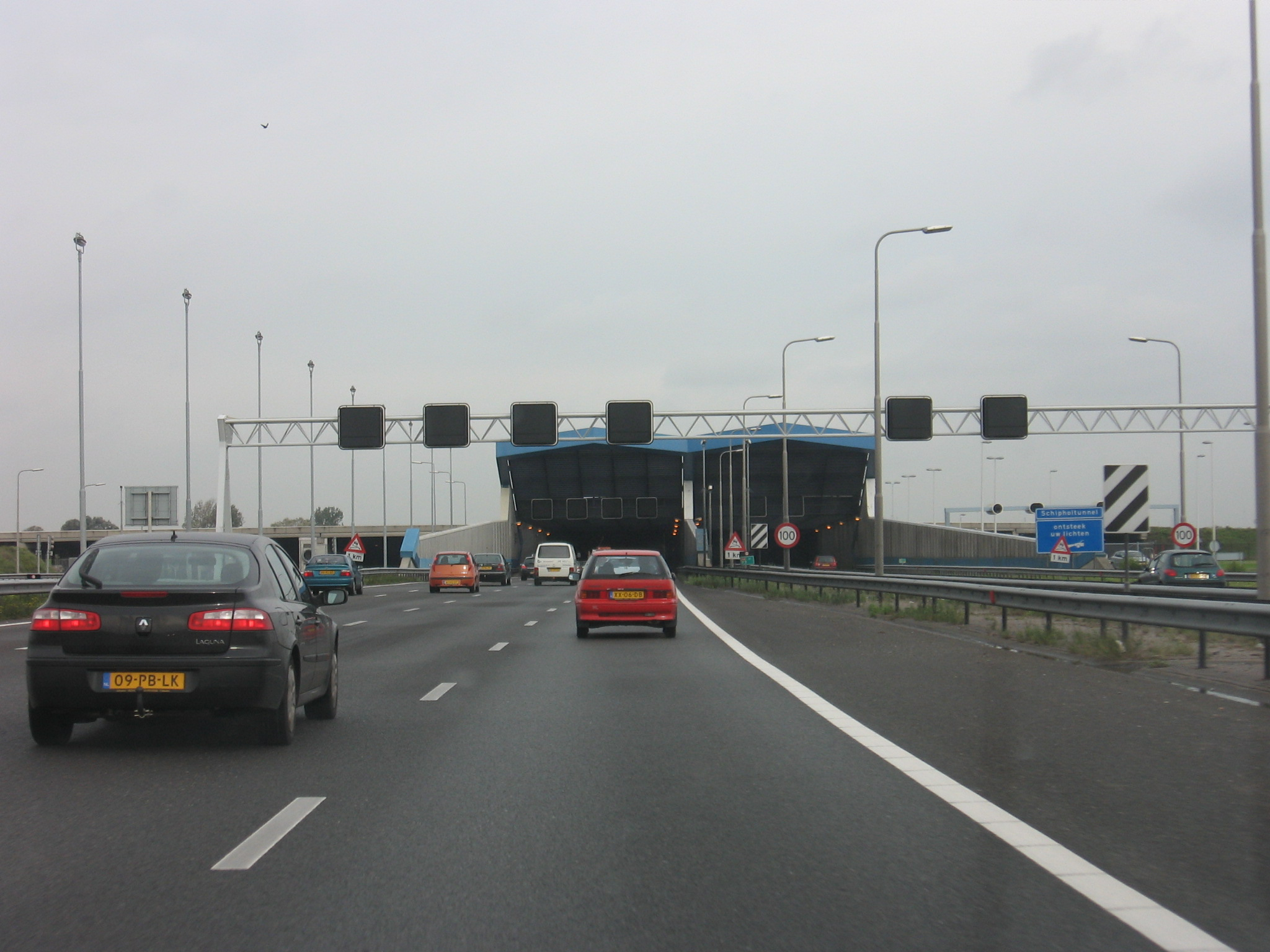
A4 в'їжджає в тунель Схіпхол з півдня.

A4 починається в провінції Північна Голландія в південно-східній частині міста Амстердам на розв'язці кільцевої дороги A10 під назвою Knooppunt De Nieuwe Meer. На цій розв’язці E19 продовжується від східного сегмента A10 на A4, а E22 починається на північ уздовж A10. Незважаючи на те, що A4 починається на цій розв’язці, A4 має пріоритет зі східного напрямку до розв’язки, оскільки в’їзд на A4 зі сходу не потребує повороту (на відміну від перебування на A10, де потрібно повернути праворуч).
З півночі, залишаючись на A10 і в’їжджаючи на A4, потрібно повернути. Від розв'язки Knooppunt De Nieuwe Meer дорога йде на південний схід, паралельно із залізничною лінією, яка проходить між обома напрямками автомагістралі. Через 4 км, дорога перетинає A9 на частковій розв'язці Badhoevedorp. Після виходу з цієї розв’язки рейки прямують на південь під землею до амстердамського аеропорту Схіпгол.
Продовжуючи рух до Схіпгола, A4 в'їжджає на Схіпхолський тунель 650 м під злітно-посадковою смугою літака та двома руліжними доріжками. Виїзд 2 цієї автомагістралі обслуговує аеропорт. Після цього інший міст руліжної доріжки перетинає A4. На південний схід від Схіпгола A5 приєднується до A4 на неповній розв'язці De Hoek. На цій розв’язці відсутній пандус від A5 до північної смуги A4, оскільки A9 вже обслуговує рух від A5 до A4 в обох напрямках. Незадовго до виїзду з провінції Північна Голландія та в'їзду в Південну Голландію A44 відгалужується від A4 на розв'язці Burgerveen. Ця розв’язка також є неповною, оскільки з Амстердама можна їхати лише на A44.

## Майбутнє
У зв’язку з переплануванням A9 поблизу Badhoevedorp розв’язка Badhoevedorp з A4 також буде змінена. Нова домовленість має на меті змусити A9 об’їжджати Бадхуведорп у формі дуги, що потребує перебудови розв’язки. Будівництво було розпочато в грудні 2013 року і планується завершити в 2017 році. Через будівництво Rijnlandroute, який буде позначено як N434, паралельну структуру біля Zoeterwoude доведеться подовжити ще далі на південь до розв’язки Hofvliet з Rijnlandroute.
9 травня 2014 року проект плану розширення частини A4 було надано для перевірки, а 17 грудня 2014 року відбулася реальна процедура планування. Будівництво на цьому планується розпочати у 2015 році. A4 буде розширено до смуг 2x4 між новою розв’язкою Hofvliet і виїздом Leidschendam. Для цього потрібно побудувати лише південну смугу, оскільки вже є аварійна смуга на північ. Витрати оцінюються в 11,3 млн євро.